# Melvin Mora
Melvin Mora, né le 2 février 1972 à Agua Negra (Venezuela), est un joueur vénézuélien de baseball évoluant en Ligue majeure de baseball de 1999 à 2011. Pendant 10 saisons, il joue pour les Orioles de Baltimore.
Deux fois sélectionné au match des étoiles, il remporte une fois le Bâton d'argent du meilleur joueur de troisième but offensif de la Ligue américaine.

## Carrière

### Débuts
Découvert par les Astros de Houston, qui offrent au jeune homme de 18 ans son premier contrat professionnel en 1991, Melvin Mora joue en ligues mineures avec des clubs affiliés à cette franchise, mais fait finalement ses débuts dans les majeures avec les Mets de New York, qui le signèrent à l'automne 1997.
Mora joue son premier match avec les Mets le 30 mai 1999. Le 28 juillet 2000, il passe aux Orioles de Baltimore en compagnie de trois autres joueurs dans l'échange amenant Mike Bordick à New York.

### Orioles de Baltimore
Employé comme joueur d'utilité à ses premières années dans les majeures, tantôt au champ extérieur et tantôt à l'arrêt-court, Mora se voit éventuellement confier sur une base régulière le poste de joueur de troisième but.
En 2003, il reçoit une première sélection au match des étoiles et termine la saison avec une moyenne au bâton de ,317 en 96 parties jouées.
En 2004, il maintient une moyenne au bâton de ,340, frappe 27 coups de circuit et totalise 104 points produits, en plus de mener la Ligue américaine pour la moyenne de présence sur les buts (,419). Il reçoit le Bâton d'argent à la position de troisième but après la saison régulière.

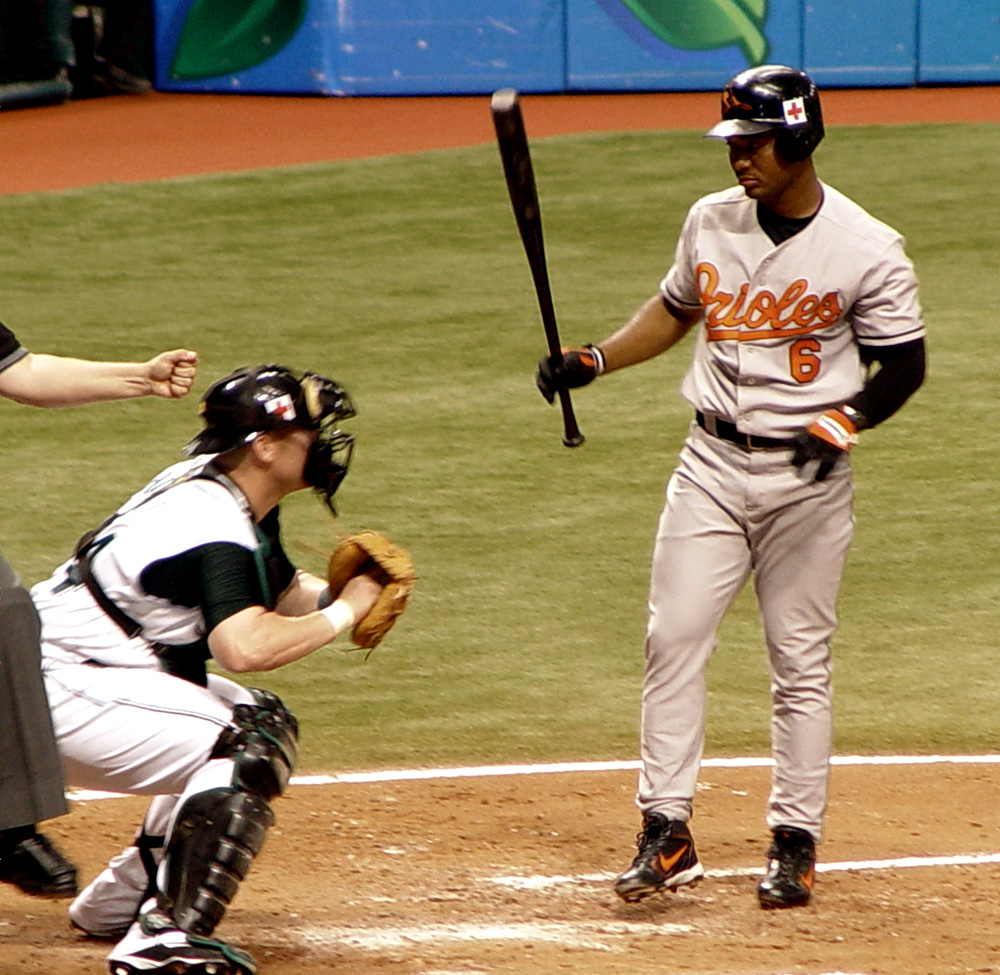
Melvin Mora au bâton pour les Orioles.

Mora égale son record personnel de 27 circuits en 2005 et produit 88 points, décrochant une seconde invitation à la partie d'étoiles.
Il produit 83 points en 2006 puis à nouveau 104, égalant son meilleur total, durant la saison 2008.
Sa production offensive baisse de façon radicale en 2009 et il devient agent libre après la saison.

### Rockies du Colorado
En février 2010, Mora signe une entente d'une saison avec les Rockies du Colorado.

### Diamondbacks de l'Arizona
Le 6 décembre 2010, Mora s'entend pour un an avec les Diamondbacks de l'Arizona. Il est libéré par les D-Backs le 29 juin après 42 parties jouées.
Mora annonce sa retraite de joueur en décembre 2011. 

## Vie personnelle
Le 28 juillet 2001, l'épouse de Melvin Mora, Gisel, donna naissance à des quintuplés. 